# 卡爾馬城堡

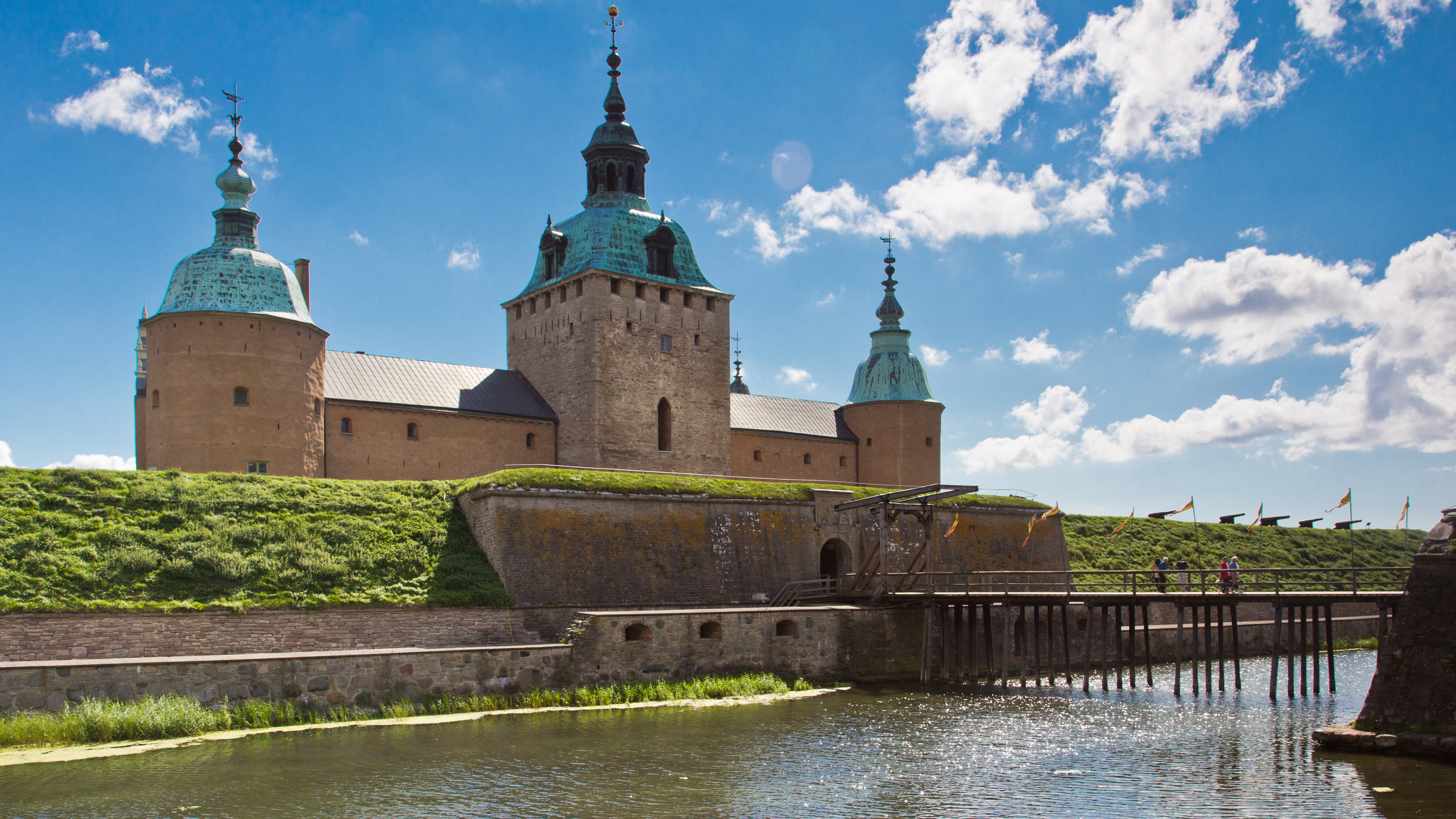

卡爾馬城堡（瑞典語：Kalmar slott）是位於瑞典城市卡爾馬的一座城堡建築。卡爾馬城堡始建於12世紀。1397年，卡爾馬聯盟在此成立。此後卡爾馬城堡年久失修。1856年，卡爾馬城堡開始重建。現在卡爾馬城堡是瑞典保存狀態最好的重建城堡之一，對普通公眾開放。